# Meinhard von Pfaundler

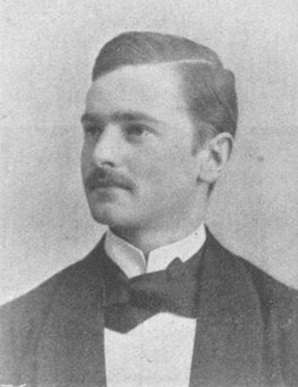
Meinhard von Pfaundler

Meinhard von Pfaundler (eigentlich Meinhard Pfaundler von Hadermur, * 7. Juni 1872 in Innsbruck; † 20. Juli 1947 in Piburg im Ötztal bei Oetz) war ein österreichisch-deutscher Pädiater aus Tirol. Er leistete wesentliche Beiträge zur Fortentwicklung der Kinderheilkunde und beschäftigte sich besonders mit angeborenen Stoffwechselerkrankungen, Infektionskrankheiten sowie Ursachen und Symptomatik des Hospitalismus.

## Leben und Wirken
1890 erhielt Meinhard von Pfaundler die Matura und studierte in Innsbruck und Prag bis 1896 Medizin. Anschließend arbeitete er als Assistenzarzt an der Universitäts-Kinderklinik Graz und erhielt dort durch Theodor Escherich seine pädiatrische Ausbildung. Nach einem Studienaufenthalt am Physiologisch-chemischen Institut in Straßburg und der Promotion in Graz habilitierte er sich 1900 in Graz für Kinderheilkunde. Dort wurde er 1902 außerordentlicher Professor und von 1902 bis 1906 Vorstand der Universitäts-Kinderklinik. 1906 übernahm er bis 1937 die Leitung der Universitäts-Kinderklinik München sowie den dortigen außerordentlichen und ab 1919 etatmäßigen ordentlichen Lehrstuhl, den er bis zu seiner Emeritierung im Jahr 1939 innehatte. Nachdem 1941 durch die Nationalsozialisten eine Akademieaufnahme verhindert worden war, wurde er 1947 ordentliches Mitglied der Bayerischen Akademie der Wissenschaften.

## Werk
Er rückte schön früh den Hospitalismus, die seelische Vernachlässigung der Säuglinge in den Säuglingsheimen, ins Blickfeld der Kinderheilkunde und zeigte die Folgen von Mutterentbehrung und schematischer Anstaltsroutine auf. In seinem 1901 gehaltenen Vortrag Über die natürliche und rationelle Säuglingspflege rügte er die widernatürliche Entfernung des Säuglings von der Mutter unter den modernen zivilisatorischen Bedingungen. Er erläuterte die Entstehung und die Bedingungen des Hospitalismus in seiner Physiologie des Neugeborenen im Handbuch der Geburtshilfe von 1915.
Zwischen den beiden Kinderärzten Arthur Schloßmann und Meinhard von Pfaundler entwickelte sich in den Jahren 1920–1930 eine heftige Kontroverse über die Bedeutung der Säuglingspflege in den Säuglingsheimen. Schloßmann verteidigte die Anstaltspflege, während von Pfaundler eine zutiefst skeptische Haltung gegenüber der „widernatürlichen Massenpflege“ junger Kinder in den Säuglingsheimen einnahm. Er kritisierte heftig die steigende Tendenz, Säuglingsheime als geeignete Unterbringungsstätte für Kleinkinder anzusehen. Er regte die im Weltmaßstab erste große vergleichende Untersuchung zum Problem des Hospitalismus an.
1925 verglich Zaida Eriksson 425 Anstaltskinder, die aus wohlhabenden Elternhäusern stammten, mit 760 Familienkindern aus einem städtischen Armutsviertel. Die Anstaltskinder waren gegenüber bestimmten Infektionskrankheiten deutlich anfälliger. Weiterhin waren die Heimkinder in ihrem Längenwachstum deutlich beeinträchtigt. Die Familienkinder wirkten geistig reger sowie intelligenter und waren wesentlich kontaktfähiger als die Anstaltskinder.
Kindliche Infektionen, stille Feiung (1928) und Schutzimpfungen bildeten weitere Arbeitsschwerpunkte. Meinhard von Pfaundlers Spätwerk behandelte Fragestellungen der Genetik und natürlichen Auslese (Studien über Frühtod, Geschlechtsverhältnis und Selektion, 1933–47). Er und seine Mitarbeiterin Gertrud Hurler beschrieben 1920 erstmals eine erbliche Mukopolysaccharidose mit dysproportioniertem Minderwuchs und zahlreichen weiteren Organstörungen („Pfaundler-Hurler-Syndrom“) sowie 1926 eine bislang unbekannte Glykogenspeicherkrankheit („hepatischer Infantilismus“). Insgesamt leistete von Pfaundler wesentliche Beiträge zur Fortentwicklung, Systematisierung und Neuorientierung der deutschen Pädiatrie seit der Jahrhundertwende. Als Hochschullehrer prägte er eine neue Generation von Pädiatern, darunter Otto Ullrich (1894–1957), Rudolf Degwitz (1889–1973) und Gerhard Weber (1898–1973). Meinhard von Pfaundler war Mitbegründer der Zeitschrift für Kinderheilkunde und des Zentralblatts für die gesamte Kinderheilkunde sowie Schriftleiter der Ergebnisse der Inneren Medizin und Kinderheilkunde. Er war Mitherausgeber der Münchener Medizinischen Wochenschrift und wirkte mit bei der 1935 gegründeten Zeitschrift für menschliche Vererbungs- und Konstitutionslehre.
Von Pfaundlers Beiträge zum Hospitalismus wurden später in der Kinderheilkunde vergessen. 1974 sagte Johannes Pechstein rückblickend:

„Wären die Ausführungen v. Pfaundlers beachtet und in jugendfürsorgliche und sozialhygienische Maßnahmen übertragen worden, so hätte man in der Vergangenheit zweifellos Zehntausende von jungen Kindern vor den Folgen der Anstaltsdeprivation bewahren können.“

## Veröffentlichungen (Auswahl)
- mit Arthur Schloßmann: Handbuch der Kinderheilkunde. 4 Bände. F. C. W. Vogel, Leipzig 1906. (später ins Englische übersetzt als: The Diseases of Children; a work for the practising physician.)[10]
- Über Magencapacität und Gastrektasie. Stuttgart 1898.
- Physiologisches, Bacteriologisches und Klinisches über Lumbalpunctionen an Kindern. Wien/Leipzig 1899.
- Über natürliche und rationelle Säuglingspflege. 1909.
- Die K. Univer.-Kinderklinik im Dr. von Haunerschen Kinderspital zu München. 1911. (In reference to August Hauner, who founded a private children’s hospital in Munich)
- Über kombinierte Krankheitsbereitschaften oder Diathesen im Kindesalter. In: Therapie der Gegenwart. 13, 1911, S. 289–299, 361–372.
- Physiologie des Neugeborenen. In: Albert Döderlein: Handbuch für Geburtshilfe. Band 1, München/Wiesbaden 1915. (2. Auflage. 1924)[11]

## Auszeichnungen
- Otto-Heubner-Preis (1917)
- Bollinger-Medaille
- Geh. Med.rat (1926)
- Mitglied der Bayerischen Akademie der Wissenschaften (1947)
- Dr. med. h. c. (Innsbruck)
- Mitglied der Leopoldina (1933)
- Ehrenpräsident der Deutschen Gesellschaft für Kinderheilkunde.